# Теонотафилия

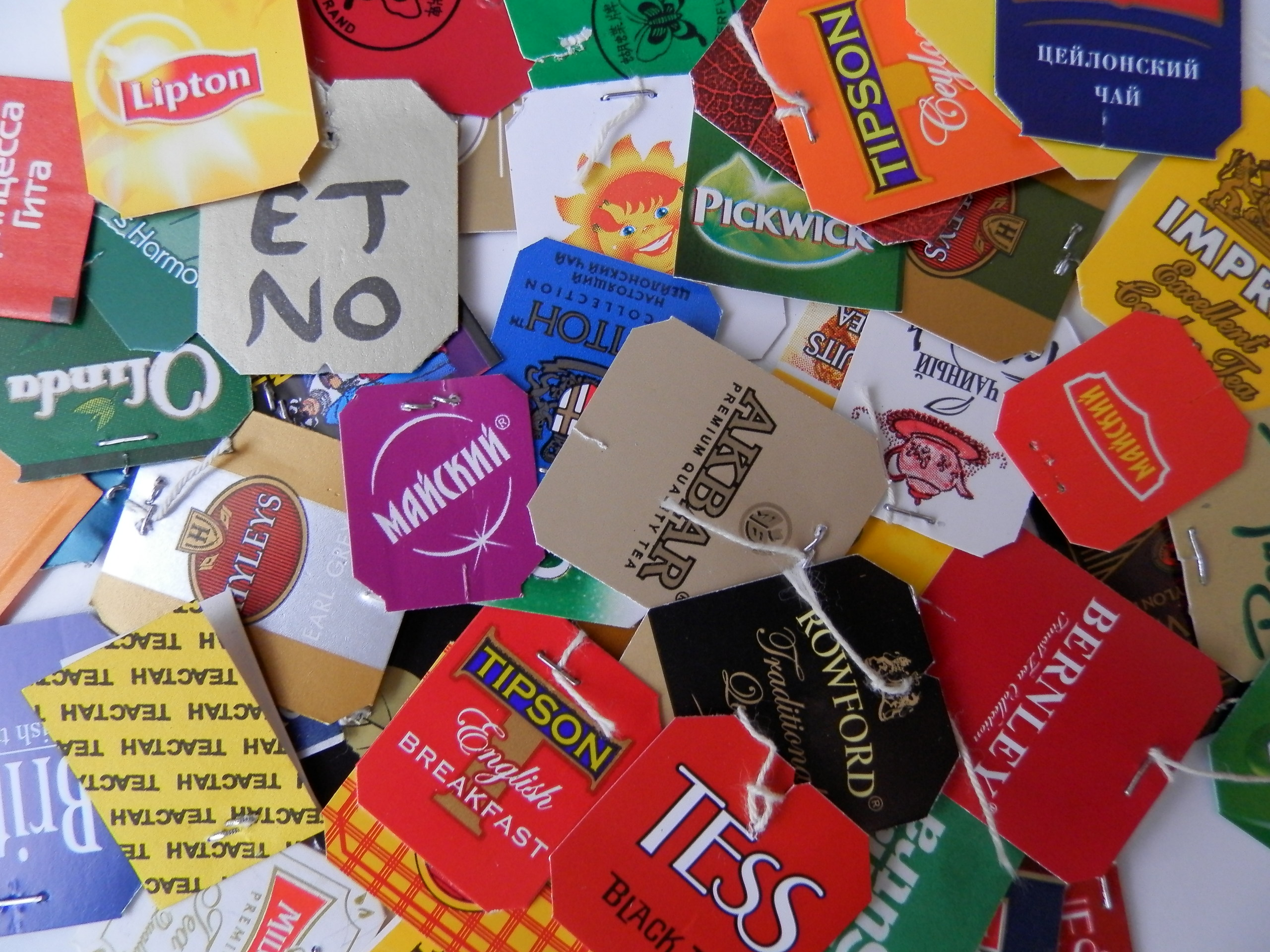
Чайные ярлыки

Теонотафили́я (от лат. thea — чай, nota — ярлык, этикетка и греч. plilio — любить) — коллекционирование ярлыков и пакетиков от чая. Термин в 2005 году предложил Алексей Миляков из Латвии.
Малораспространённый вид коллекционирования, несмотря на простоту и доступность коллекционного материала. Самый распространенный предмет коллекционирования — ярлыки (tea tags) и пакетики (конвертики, саше) (tea bags) от одноразовых чайных пакетиков. Также популярно собирание самих одноразовых пакетиков для заваривания. Некоторые коллекционеры собирают чайную упаковку: жестяные коробки, деревянные ящички, картонные коробочки, а также рекламные вкладыши. В Европе, в частности, в Нидерландах, Чехии, Бельгии, Дании, наиболее распространено коллекционирование чайных пакетиков.

## Рекорды
По данным Книги рекордов Гиннесса самая большая коллекция из 839 чайных ярлыков зарегистрирована 4 сентября 2011 года у Даниэля Сабо (Daniel Szabo) из Будапешта (Венгрия).
Однако другие информационные источники указывают на гораздо большие коллекции теонотафилов. Так, самая большая коллекция чайных ярлыков (около 20 000) в России принадлежит Марине Ярлыковой (Владивосток). По данным личного сайта  коллекционеров из Нидерландов Софи Сильвиус (Sofie Silvius) и Берта Бракшма (Bert Braaksma) у них в общей коллекции 24 621 ярлык. Среди коллекционеров чайных конвертиков (пакетиков) можно выделить Marjoke Rozier из Нидерландов. В её коллекции около 46 000 пакетиков.

## Интересные факты
- По данным Книги Рекордов Гиннесса самый большой чайный пакетик весил 120 кг[9].
- В последнее время стал очень популярен дизайн чайных пакетиков и ярлыков для них[10][11].